# برص ولفغانغبوهمي
برص ولفغانغبوهمي (الاسم العلمي: Tropiocolotes wolfgangboehmei)، نوع من الوزغات المنتمية إلى فصيلة الوزغية. يستوطن وسط السعودية. اسم النوع مُهدى إلى ولفغانغبوهمي Wolfgang Böhme لمساهماته في علم الزواحف وكونه معلمًا لاثنين من المؤلفين الذين وصفوا T. Wolfgangboehmei.
لا يُعرف هذا النوع إلا من خلال عينتين جُمعت من منطقة الثمامة بالمملكة العربية السعودية، من االنموذج النوعي (ZFMK 43668) والنمط المجاور (ZFMK 87120).